# アフガニスタンの国旗
アフガニスタンの国旗（アフガニスタンのこっき）は、2024年8月末時点で2種類の国旗が使用されている。一つはアフガニスタン国内で使用されるアフガニスタン・イスラム首長国の国旗であり、もう一つはアフガニスタン国外で使用されている旧アフガニスタン・イスラム共和国の国旗である。アフガニスタン戦争の影響等があり、アフガニスタンの国旗は20世紀に多くの変遷を遂げてきた。

## 現状
2021年ターリバーン攻勢により、アフガニスタンではアフガニスタン・イスラム共和国（以下、共和国と表記）が崩壊し、ターリバーンが率いるアフガニスタン・イスラム首長国（以下首長国）が国内における唯一の政府となった。
カーブルが陥落した2021年8月15日、ターリバーンは共和国が使用していた国旗に代わる新国旗を制定した。そして2022年3月20日、首長国政府は共和国政府が使用していた旧来の国旗の使用を禁止する法令を発効し、共和国時代の国旗はすべての政庁から取り除かれた。
だが一方で、国際連合を始めとする国際機関やアフガニスタン以外の国家は共和国政府消滅後も首長国政府を依然として政府承認していないため、それらの機関・国家では共和国時代の国旗が引き続き「アフガニスタンの国旗」として使用されている。日本も同様で、外務省のホームページでは2024年9月時点でも共和国政府の国旗を「アフガニスタンの国旗」として紹介している。

## アフガニスタン・イスラム首長国旗
アフガニスタン・イスラム首長国（アフガニスタン・イスラムしゅちょうこくのこっき）は、白地にシャハーダや国名が描かれた旗である。
白地で、上段に大きくイスラム教の五行のひとつであるシャハーダ（信仰告白）の文句である「アッラーのほかに神はなく、ムハンマドはアッラーの使徒」がアラビア語で、下段に小さく「アフガニスタン・イスラム首長国（د افغانستان اسلامي امارت）」の国名がパシュトゥン語で書かれている。

## アフガニスタン・イスラム共和国の国旗
アフガニスタン・イスラム共和国の国旗（アフガニスタン・イスラムきょうわこくのこっき）は、黒、赤、緑の縦三色の中央に国章を配した旗。
中央の紋章にはイスラム教の五行のひとつであるシャハーダ（信仰告白）「アッラーのほかに神はなく、ムハンマドはアッラーの使徒」とモスクなどが描かれ、それらを麦の穂と剣で囲んでいる。

## 変遷
- アフガニスタンの国旗と年号

| 期間      | 旗 | 縦横比 | 政府                                                          | 備考 |
| --------- | -- | ------ | ------------------------------------------------------------- | --- |
| 1747-1823 |    | 2:3    | ドゥッラーニー朝                                              | ドゥッラーニー朝の旗は、緑・白・緑の三色旗である。ドゥッラーニー朝の王が退位した後、ヘラートで1842年まで掲げられていた。 |
| 1880-1901 |    | 2:3    | アフガニスタン首長国 （バーラクザイ朝）                       | アブドゥッラフマーン・ハーン治世下での旗。 |
| 1901-1919 |    | 3:5    | アフガニスタン首長国                                          | ハビーブッラー・ハーン治世下での旗。ハビーブッラーは父王の旗に近代的な国章を加えた。 |
| 1919-1921 |    | 2:3    | アフガニスタン首長国                                          | アマーヌッラー・ハーン治世でつくられた最初の旗。父王の旗の国章のデザインを変えたもの。この国章のデザイン（オクトグラム）は、オスマン帝国で一般的な様式である。 |
| 1921-1928 |    | 2:3    | アフガニスタン首長国→アフガニスタン王国                       | アマーヌッラー・ハーン治世でつくられた第二の旗。国章を囲む円を卵型にした。アフガニスタンは1926年に王国になった。 |
| 1928      |    | 2:3    | アフガニスタン王国                                            | アマーヌッラー・ハーン治世でつくられた第三の旗。国章を囲むオクトグラムを花輪に置き換え、国章を微修正した。 |
| 1928-1929 |    | 2:3    | アフガニスタン王国                                            | アマーヌッラー・ハーン治世でつくられた第四の旗。黒・赤・緑の三色旗を採用した。黒は過去（前の旗）、赤は第三次アフガン戦争（1919年）で独立のために流された血、緑は未来への希望をあらわす。1927年におこなわれた王のヨーロッパ訪問がおそらく影響している。新しい国章は二つの山から太陽が昇るもので、王国の新しい始まりを意味する。           |
| 1929      |    | 2:3    | アフガニスタン王国                                            | イギリスに支援されてアマーヌッラー・ハーンを逐った叛乱指導者ハビーブッラー・カラカーニー（Habibullah Ghazi）が掲げた旗。赤・黒・白の三色旗は、13世紀にモンゴルに支配された時期に用いられた旗と同様である。 |
| 1929-1930 |    | 2:3    | アフガニスタン王国                                            | ムハンマド・ナーディル・シャー治世の最初の旗。黒・赤・緑の三色旗が復活した。アマーヌッラー・ハーンの二番目の旗の国章が用いられている。 |
| 1930-1973 |    | 2:3    | アフガニスタン王国                                            | ムハンマド・ナーディル・シャー治世で定められた第二の旗で、その子ザーヒル・シャーも用いた。オクトグラムが取り除かれ、国章が大きくなった。紋章に描かれた年号 ١٣٤٨ (イスラム暦1348年、グレゴリオ暦の1929年)は、ムハンマド・ナーディル・シャーの王朝が開かれた年を示す。                                                                     |
| 1973-1974 |    | 2:3    | アフガニスタン共和国                                          | アフガニスタン共和国（ムハンマド・ダーウード政権）が定めた最初の旗。先の旗の紋章にあった ١٣٤٨ が取り除かれた。 |
| 1974-1978 |    | 2:3    | アフガニスタン共和国                                          | アフガニスタン共和国の第二の旗。同じ色が用いられているが、意味は置き換えられている。黒は暗い過去を、赤は独立のために流された血を、緑は豊かな農業を示す。カントンには、翼を広げた鷲とモスクの説教壇・太陽を描いた新しい紋章が置かれた。                                                                                                   |
| 1978      |    | 2:3    | アフガニスタン民主共和国                                      | クーデターによりムハンマド・ダーウードが殺害され、共産主義者（アフガニスタン人民民主党）の政権が誕生した。旗は同じデザインだが、国章は取り除かれた。 |
| 1978-1979 |    | 1:2    | アフガニスタン民主共和国                                      | 共産主義政権によって用いられた、赤地に黄色の紋章を配した旗。紋章は、小麦の輪、星（5つの民族集団を象徴する）、アラビア文字のハルク 'Khalq' （人民を意味する）から構成されている。この旗はアフガニスタン人民民主党の党旗でもあり、1979年にヌール・ムハンマド・タラキーが党内抗争で失脚・病死する（暗殺とも）まで用いられた。               |
| 1979      |    | 1:2    | アフガニスタン民主共和国                                      | この旗は1979年の9月から12月まで、ハフィーズッラー・アミーン（アフガニスタン人民民主党ハルク派）の短い政権の下で用いられた。 紋章は農業を示す小麦と工業を示す歯車からなっていた。もともと人民民主党の旗として定められたものであったが、国旗にもなった。12月にソ連軍がアフガニスタンに侵攻してアミーン政権は崩壊、旗は短命に終わった。     |
| 1979-1987 |    | 1:2    | アフガニスタン民主共和国                                      | アミーンのハルク派政権が打倒され、パルチャム派のバブラク・カールマルが政権の座に就くと、旗はふたたび変更された。黒・赤・緑の三色旗が復活し、三色はそれぞれ過去・血・イスラムの信仰に結び付けられた。新しい国章は、昇る太陽、説教壇とクルアーン（イスラムの信仰）、ナショナルカラーのリボン、歯車（工業）、星（共産主義）から構成された。 |
| 1987-1992 |    | 1:2    | アフガニスタン共和国                                          | 前の旗と同様であるが、国章にデザインの変更が加えられた。歯車は上部から下部へ移動され、赤い星と本が除去された。緑の野は地平線のように弧を描くようになった。 |
| 1992      |    | 1:2    | アフガニスタン共和国                                          | ソ連崩壊後の暫定的な旗として定められた。このため、左に示したもののほかに多くのバリエーションを持つ。上段にはアラビア文字で「アッラーフ・アクバル（神は偉大なり）」と記されており、中段にはシャハーダが記されている。 |
| 1992-1996 |    | 1:2    | アフガニスタン・イスラム国                                    | 前の旗からは黒と緑の位置が入れ替わっている。シャハーダは国章に置き換えられた。 |
| 1996-1997 |    | 2:3    | アフガニスタン・イスラム首長国 （ターリバーン政権）           | ターリバーンは模様のない白い旗を掲げた。 |
| 1997-2001 |    | 1:2    | アフガニスタン・イスラム首長国                                | 1997年、ターリバーンはシャハーダを書き加えた。 |
| 2001-2002 |    | 1:2    | アフガニスタン・イスラム国                                    | ターリバーン政権が崩壊すると、1992年の旗が再び使用されたが、シャハーダが書き加えられている。 |
| 2002-2004 |    | 1:2    | アフガニスタン・イスラム国→アフガニスタン・イスラム移行国     | 黒・赤・緑の縦三色旗。基本デザインはこの20年間の多くの旗と共通する。中央の紋章はモスクとミフラーブからなる紋章である。この旗は、王政時代の1930年から73年にかけて使われた旗とよく似ている。違いはシャハーダが加えられたこと、アフガニスタンの独立年である ١۲۹٨ (イスラム暦1298年。グレゴリオ暦1919年)の年紀が加えられたことである。       |
| 2004-2013 |    | 2:3    | アフガニスタン・イスラム移行国→アフガニスタン・イスラム共和国 | 前の旗と似ているが、縦横比が変更された。 |
| 2013-2021 |    | 2:3    | アフガニスタン・イスラム共和国                                | 国章の中で"دا افغانستان اسلامی دولت" （アフガニスタン・イスラム国）と記されていたものが単に "افغانستان" （アフガニスタン）と変更された。 アフガニスタン・イスラム共和国の崩壊後もスポーツ大会のアフガニスタン代表の旗として使用されている。                                                                                              |
| 2021-以降 |    | 1:2    | アフガニスタン・イスラム首長国                                | ターリバーン政権が制定した旗。白地に黒いシャハーダ。その下に、国名「アフガニスタン・イスラム首長国」が記されている。 |